# 矢野榮路
矢野榮路（1965年4月25日—），日本男演員、配音員、旁白。出身於大分縣。身高170cm。A型血。

## 簡介
現用藝名屋乃英治（乃）。現在是Vozator、Riders Company田畑富久子事務所所屬，原大阪TV talent bureau（簡稱TTB）所屬。

### 人物、特色
除了參演電視劇之外，同時從事所屬舞台劇團「PM／飛教室」在關西地區的巡迴公演，另外曾榮獲第六回關西現代演劇演員獎男優獎。
為人熟悉的代表配音作品方面，主要參加SNK電玩格鬥遊戲的角色聲演，有《侍魂》系列的橘右京&天草四郎時貞、《格鬥天王》系列的椎拳崇&布萊安·柏德拉、《餓狼 MARK OF THE WOLVES》的弗里曼及《龍虎之拳》的李白龍。
雖然是九州地區出身，但是長年在《格鬥天王》系列為椎拳崇獻聲之下自然展現出講關西方言的演技。
興趣是料理、電腦操作。

## 演出

### 電視節目
- 藝人柏青哥王座決定戰 P-1獎（大阪電視台）
- 歷史秘話（NHK綜合）
- （NHK教育）－飾 製作人

### 電視劇
NHK
- 連續電視小說
  - Dandan（日语：だんだん） 第113回（2008年）－飾演酒店客人
  - Welkame（日语：ウェルかめ）（2009年）－書店店員
  - 康乃馨 第2回（2011年）－職員
  - 純與愛（2012年）－飲料部長·露木敏哉
  - 多謝款待（2014年）－木崎
  - 萬福 第38回（2018年）－佐佐木鐵治
  - 小女侍（2021年）－警官
- 夫婦善哉（2013年）－理髮廳店主
- 週四時代劇（日语：土曜時代劇 (NHK)） 銀二貫（日语：銀二貫#テレビドラマ） 第7話（2014年）－長屋的男子

朝日電視台
- 草壁署迷宮課迷宮先生 (第8季) 第6話（2011年）－綠川博
- 科搜研之女
  - Season 11 第6話（2011年）－金山修
  - Season 14 第6話（2014年）－浦西修一
  - Season 15（2015年）－垣本武文
  - Season 20（2015年）－垣本武文
- 京都人情搜查檔案（日语：京都人情捜査ファイル）（2015年）－長房徹
- Specialist 4（2015年）－中學教師
- 遺留搜查（2019年）－古城光浩
  - 第6季 最終話（2021年3月18日）－丹波哲左
- 檢察官 佐方5 ～懷恨在心～（2020年）- 副署長 若林哲平

其它電視台
- 黑書院的六兵衛（日语：黒書院の六兵衛#テレビドラマ）（2018年，WOWOW）－茶坊主（日语：茶坊主）
- 彌次×喜多 元祖東海道中膝栗毛（日语：やじ×きた 元祖・東海道中膝栗毛）（2019年，BS東視）－御多津

### 廣播節目
- FM OSAKA INFORMATION（日语：FM OSAKA INFORMATION）（FM OSAKA（日语：エフエム大阪））
- DAIKIN AIR MASSAGE（日语：DAIKIN エア・メッセージ）（FM OSAKA／TOKYO FM）

### 遊戲
1992年
- 龍虎之拳（李白龍）

1993年
- 侍魂系列（1993～2008，橘右京[注 3]、不知火幻庵、天草四郎時貞[注 4]）※《3D侍魂》之後以乃名義。

1994年
- 格鬥天王系列（1994～2010，椎拳崇[注 5]、布萊安·柏德拉[注 6]）※《'97》之後以乃名義。
- 真侍魂 霸王丸地獄變（黑子）[注 7]

1996年
- ART OF FIGHTING 龍虎之拳外傳（羅迪·巴茲）
- 新型PA！

1999年
- 餓狼 MARK OF THE WOLVES（弗里曼）
- 武力 ～BURIKI ONE～（日语：武力 〜BURIKI ONE〜）（曉丸、西園寺貴人）

2000年
- 稻川淳二 深夜計程車（日语：稲川淳二 真夜中のタクシー）（怪談的旁白）
- 酷酷卡通遊（日语：COOL COOL TOON）（卡美歐）
- （巴茲）

2001年
- 格鬥天王2001（古力查力度）[注 8]
- 娜考露露 ～來自某人的恩賜～（畢巴巴）

2002年
- 格鬥天王2002（Announcement）[注 9]
- 全部成為F

2003年
- SNK VS. CAPCOM SVC CHAOS（日语：SNK VS. CAPCOM SVC CHAOS）（塔爾錫）

2005年
- NeoGeo Battle Coliseum（日语：ネオジオバトルコロシアム）（李白龍）

2009年
- 格鬥天王2002 Unlimited Match（古力查力度）[注 10]

2017年
- 碧藍幻想（天草四郎時貞[6]）

2019年
- 格鬥天王：全明星（天草四郎時貞）

### 廣告
- 新（Zeria新藥（日语：ゼリア新薬工業））

### 其它
- 夫婦善哉（2013年，NHK）—大分方言指導
- 連續電視小說 別嬪小姐（2016年，NHK）—大分方言指導
- MAGICARTS（關西電台）—音響監督[7]

## 腳註

## 外部連結
- Vozator公式官網的資歷簡介 （页面存档备份，存于） （日語）
- （日語）
- Riders Company公式官網的資歷簡介 （日語）（2009年的檔案館）
- 矢野榮路的X（前Twitter） （日語）